# Leaford Bearskin
Leaford Bearskin (11 de setembre de 1921 - 9 de novembre del 2012) ser un líder tribal  amerindi i oficial de les Forces Aèries dels Estats Units. Va ser cap de la Nació Wyandotte de 1983 a 2011.

## Servei militar
Durant la Segona Guerra Mundial, el capità Bearskin era el comandant d'un bombarder B-24 Liberator bombarder, que operà al Pacífic. El 1948 va col·laborar en el  pont aeri de Berlín com a comandant d'esquadró. Durant la Guerra de Corea va servir de nou com a comandant d'esquadró. El 1960 Bearskin es va retirar del servei amb el grau de tinent coronel. Entre els seus molts honors i mencions estava la Creu de Vol Distingit i la Medalla per Acció Humana.